# Issa Nikièma
Issa Nikièma (ur. 23 stycznia 1978 w Wagadugu) – burkiński piłkarz występujący na pozycji napastnika.
W 1999 zdobył mistrzostwo Burkiny Faso z ASFA Yennenga, a w 2000 mistrzostwo Gabonu z AS Mangasport.
W reprezentacji Burkiny Faso wystąpił jeden raz, 28 listopada 1999 w przegranym 2:3 towarzyskim meczu z Gabonem.